# 普里什
普里什（法語：Prisches，法語發音：[pʁiʃ]）是法国上法蘭西大區北部省的一个市镇，属于埃尔普河畔阿韦讷区。

## 地理
普里什（50°4'48"N, 3°46'0"E）面积23.11 平方千米，位于法国上法蘭西大區北部省，该省份为法国最北部的省份及最长的省份，西北濒北海，西接加来海峡省，南至埃纳省和索姆省，东与比利时接壤。
与普里什接壤的市镇（或旧市镇、城区）包括：蒂耶拉什地区巴尔济、费米-勒萨尔、桑布尔河畔博尔派尔、勒法夫里勒、格朗德费、马鲁瓦勒、珀蒂费。

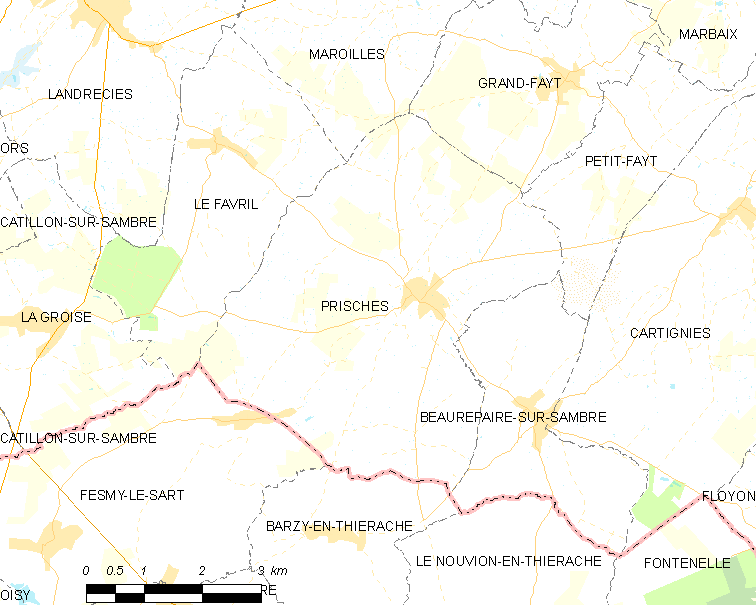
普里什的OSM定位图

普里什的时区为UTC+01:00、UTC+02:00（夏令时）。

## 行政
普里什的邮政编码为59550，INSEE市镇编码为59474。

## 政治
普里什所属的省级选区为埃尔普河畔阿韦讷县。

## 人口

1962-2008年间普里什人口变化图示

普里什于2022年1月1日时的人口数量为1046人。